# Optische Spiralwelle
Eine optische Spiralwelle (auch: Korkenzieher-Licht) wird von einem Lichtstrahl gebildet, dessen Wellenfront zum einen nicht kreissymmetrisch zur Strahlachse ist und bei dem zum anderen der Intensitätsschwerpunkt entlang des Strahlverlaufs um dessen Achse rotiert.
Der Lichtstrahl weist dadurch zusätzlich zum Spin der Photonen, der sich in der Polarisation wiederfindet, einen Bahndrehimpuls auf, der bspw. zur Manipulation von Mikrobauteilen genutzt werden kann.